# Sonnwendkopf
De Sonnwendkopfbahn is een achtpersoons gondelbaan gebouwd door Doppelmayr in 2003 voor de Zillertal Arena. De kabelbaan fungeert als verbinding met het skigebied van Königsleiten en het skigebied op de Plattenkogel beter bekend als Gerlosplatte. De piste die onder de kabelbaan loopt is besneeuwd.

## Prestaties
Men heeft de beschikking over 44 cabines die met een snelheid van 6 meter per seconde over de kabel heen gaan. De kabelbaan heeft dan een capaciteit van 2000 personen per uur. Na een reistijd van 4,9 minuten komt men aan bij het bergstation. De producent van de cabines is Swoboda, tegenwoordig beter bekend als Carvatech.